# Saint-Cloud-en-Dunois
Saint-Cloud-en-Dunois är en kommun i departementet Eure-et-Loir i regionen Centre-Val de Loire strax norr om centrala Frankrike. Kommunen ligger i kantonen Châteaudun som tillhör arrondissementet Châteaudun. År 2018 hade Saint-Cloud-en-Dunois 232 invånare.

## Befolkningsutveckling
Antalet invånare i kommunen Saint-Cloud-en-Dunois
Referens:INSEE